# Gerard Lake, 1. Viscount Lake
Gerard Lake, 1. Viscount Lake (* 27. Juli 1744 in Harrow, Middlesex; † 20. Februar 1808 in London) war ein britischer General, Oberbefehlshaber in Indien und Politiker.

## Leben

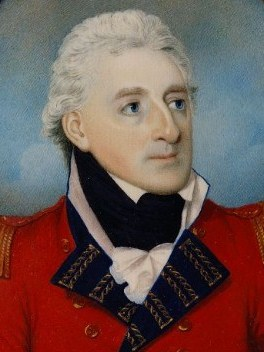
Gerard Lake, 1. Viscount Lake

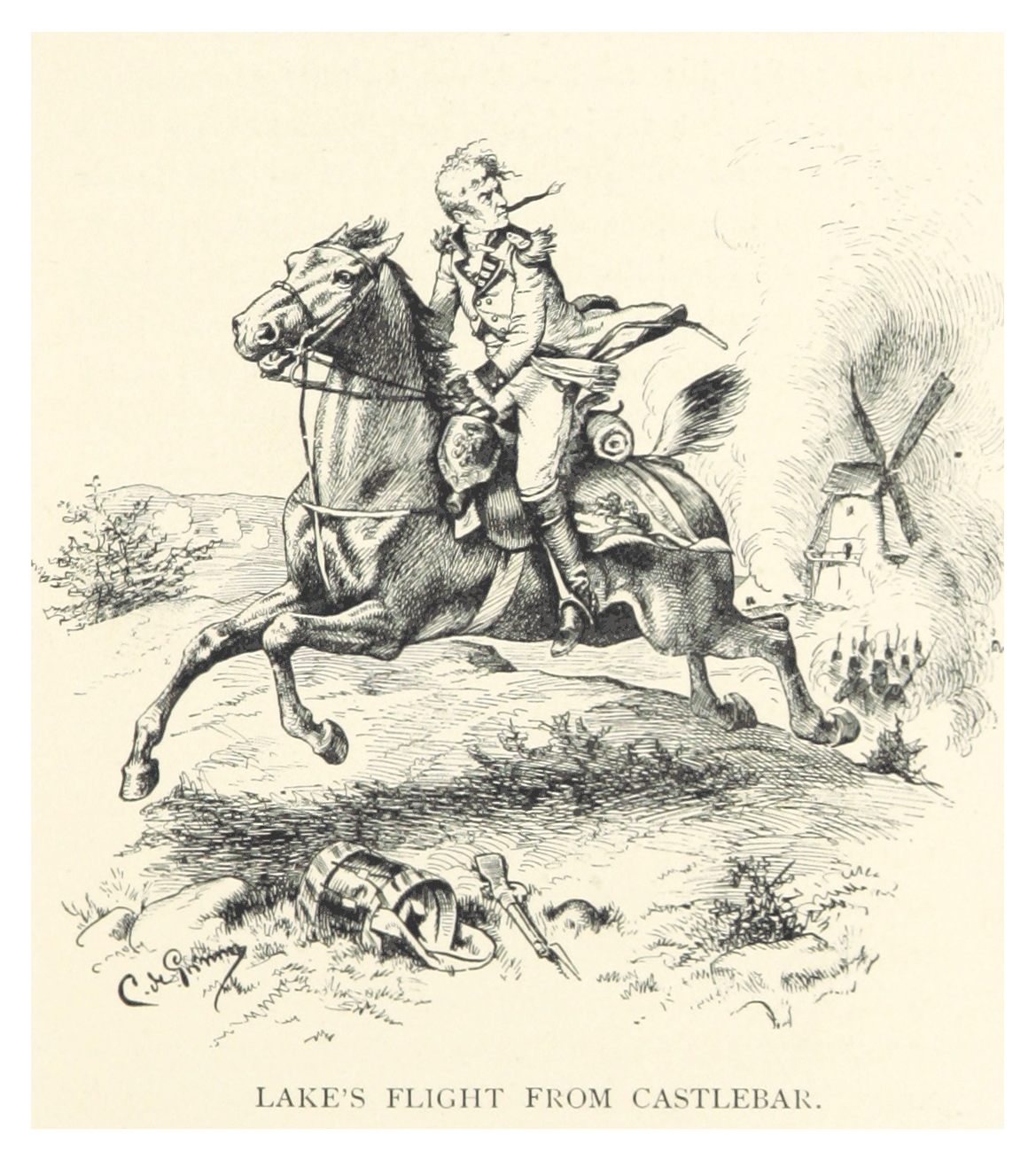
Lake’s Flucht vom Schlachtfeld Castlebar (1798)

Er entstammte der Gentry von Middlesex und war der zweite Sohn des Launcelot Charles Lake († 1751) aus dessen Ehe mit Letitia Gumley († 1760). Schon in früher Jugend im Jahr 1758 als Ensign des 1st Regiment of Foot Guards in die britische Armee ein. 1760 bis 1763 kämpfte er im Siebenjährigen Krieg in Deutschland und im Amerikanischen Unabhängigkeitskrieg nahm er 1781 an der Schlacht von Yorktown teil. Er stieg 1784 bis in den Rang eines Majors des 1st Regiment of Foot Guards auf. 1790 wurde er zum Major General befördert und wurde 1792 kommandierender Offizier des 1st Regiment of Foot Guards. Er führte sein Regiment 1793 in der Armee des Duke of York and Albany gegen die französischen Revolutionstruppen in Flandern. 1794 wurde er Colonel des 53rd Regiment of Foot und 1796 Colonel des 73rd (Highland) Regiment of Foot.
Neben seiner militärischen Karriere war er von 1790 bis 1802 Mitglied des House of Commons für das Borough Aylesbury in Buckinghamshire.
Von 1796 bis 1798 war er Oberbefehlshaber der britischen Truppen in der Provinz Ulster und wurde 1797 zum Lieutenant-General befördert. Beim Irischen Aufstand von 1798 trug er mit harter Hand dazu bei, den Aufstand niederzuschlagen. Von April bis Juni 1798 war er britischen Oberbefehlshaber in Irland und anschließend bis 1799 Oberbefehlshaber der britischen Truppen im County Leitrim. In der Schlacht am Vinegar Hill bei Wexford konnte er im Juni 1798 als Heerführer mit ca. 10.000 Mann die 20.000 Mann starke Rebellenarmee entscheidend schlagen. Einen Rückschlag musste er hinnehmen, als er im August 1798 mit 6.000 Mann versuchte, eine französisch-irische Landungstruppe von 2.000 Mann zu überwältigen. Die Briten wurden in der Schlacht von Castlebar von den zahlenmäßig unterlegenen Gegnern überrascht und es kam zu einer panikartigen Flucht der Briten, bei der der General auch sein persönliches Gepäck verlor. Die Niederlage blieb jedoch ohne Folgen, da die Gegner wenige Wochen später endgültig besiegt wurden.
1800 wurde er zum Colonel des 80th Regiment of Foot ernannt und wenig später nach Britisch-Indien entsandt, um als Oberbefehlshaber in Indien das Kommando über die Truppen der Britischen Ostindien-Kompanie zu übernehmen. 1802 wurde er zum General befördert. Dank seiner Reorganisationsmaßnahmen gelang es ihm 1803, beim Ausbruch des Zweiten Marathenkriegs, in kurzer Folge die Inder bei Aligarh zu schlagen, die Städte Delhi und Agra zu erobern und schließlich einen entscheidenden Sieg in der Schlacht von Laswari zu erringen. Die Belagerung Bharatpurs scheiterte allerdings auf Grund fehlender Belagerungsartillerie. Für seine Verdienste und Erfolge in Indien wurde er 1804 mit dem Titel Baron Lake, of Delhi and Laswary and of Aston Clinton in the County of Buckingham, zum erblichen Peer erhoben. Er wurde dadurch Mitglied des House of Lords. Drei Jahre später folgte die Erhebung zum Viscount Lake, of Delhi and Laswary and of Aston Clinton in the County of Buckingham.
Als er 1807 aus Indien nach Großbritannien zurückkehrte, wurde er zum Gouverneur von Plymouth und Receiver-General der Duchy of Cornwall ernannt und hatte beide Ämter bis zu seinem Tod inne.
Er war seit dem 26. Juni 1770 mit Elizabeth Barker verheiratet, mit der er drei Söhne und fünf Töchter hatte. Er starb im Alter von 63 Jahren in der Lower Brook Street in Mayfair, London, an den Folgen einer Erkältung. Seine Adelstitel ging auf den ältesten Sohn Francis über.